# Руффія
Руффія (італ. Ruffia, п'єм. Rufìa) — муніципалітет в Італії, у регіоні П'ємонт,  провінція Кунео.
Руффія розташована на відстані близько 510 км на північний захід від Рима, 45 км на південь від Турина, 36 км на північ від Кунео.
Населення — 370 осіб (2014).
Щорічний фестиваль відбувається 25 квітня. Покровитель — Corpi Santissimi.

## Демографія
Населення за роками:

Станом на 1 січня 2023 року в муніципалітеті офіційно проживало 38 іноземців з 9 країн, серед них 14 громадян країн Євросоюзу.

## Сусідні муніципалітети
- Каваллерлеоне
- Каваллермаджоре
- Монастероло-ді-Савільяно
- Мурелло
- Скарнафіджі
- Вілланова-Соларо